# The Collected Recordings - Sixties to Nineties
The Collected Recordings - Sixties to Nineties è un album di raccolta della cantante statunitense Tina Turner, pubblicato nel 1994.

## Tracce

### Disco 1:Ike & Tina Turner Hits
1. A Fool in Love – 2:53
2. It's Gonna Work Out Fine – 3:03
3. I Idolize You – 2:52
4. Poor Fool – 2:33
5. A Letter from Tina – 2:34
6. Finger Poppin' – 2:47
7. River Deep – Mountain High – 3:39
8. Crazy 'Bout You Baby – 3:26
9. I've Been Loving You Too Long – 3:54
10. Bold Soul Sister – 2:36
11. I Want to Take You Higher – 2:54
12. Come Together – 3:42
13. Honky Tonk Women – 3:10
14. Proud Mary – 4:59
15. Nutbush City Limits – 3:00
16. Sexy Ida (Part I) – 2:30
17. Sexy Ida (Part II) – 3:01
18. It Ain't Right (Lovin' to Be Lovin') – 2:36

### Disco 2:Rarities
1. Acid Queen (Soundtrack version) – 3:48
2. Whole Lotta Love – 4:43
3. Ball of Confusion (That's What the World Is Today) (B.E.F. featuring Tina Turner) (1991 remix) – 4:11
4. A Change Is Gonna Come (B.E.F. featuring Tina Turner) – 4:45
5. Johnny and Mary – 4:11
6. Games (1983 demo recording) – 4:16
7. When I Was Young – 3:12
8. Total Control – 6:28
9. Let's Pretend We're Married (Live, Chicago 1984) – 4:16
10. It's Only Love (Bryan Adams with Tina Turner) – 3:15
11. Don't Turn Around – 4:17
12. Legs (Live, San Bernardino 1993) – 4:59
13. Addicted to Love (Live, London 1986) – 5:24
14. Tearing Us Apart (Eric Clapton and Tina Turner) – 4:17
15. It Takes Two (Rod Stewart and Tina Turner) – 4:12

### Disco 3:Solo Hits
1. Let's Stay Together – 5:17
2. What's Love Got to Do with It – 3:46
3. Better Be Good to Me – 5:10
4. Private Dancer – 7:11
5. I Can't Stand the Rain – 3:43
6. Help! – 4:30
7. We Don't Need Another Hero (Thunderdome) (7" edit) – 4:15
8. Typical Male – 4:15
9. What You Get Is What You See – 4:27
10. Paradise Is Here – 5:29
11. Back Where You Started – 4:27
12. The Best – 5:29
13. Steamy Windows – 4:04
14. Foreign Affair – 4:28
15. I Don't Wanna Fight – 6:05